# Eunice marovoi
Eunice marovoi är en ringmaskart som beskrevs av Gibbs 1971. Eunice marovoi ingår i släktet Eunice och familjen Eunicidae. Inga underarter finns listade i Catalogue of Life.